# Artem Volodymyrovych Milevskyi
Artem Volodymyrovych Milevskyi (còn phiên âm là Milevskyy, tiếng Ukraina: Артем Володимирович Мілевський, tiếng Belarus: Арцём Уладзіміравіч Мілеўскі; sinh ngày 12 tháng 1 năm 1985) là một cựu cầu thủ bóng đá chuyên nghiệp người Ukraina, thi đấu ở vị trí tiền đạo thứ hai.
Milevskyi nổi bật với khả năng xử lý bóng kỹ thuật và thể lực, tạo điều kiện anh đá cặp với một tiền đạo nhanh nhẹn hơn. Anh nắm giữ tấm bằng Bậc thầy Thể thao Ukraina, Hạng Quốc tế (2005).
Anh còn là tuyển thủ tuyển quốc gia Ukraina, có 50 khoác áo đội tuyển và đại diện cho nước mình tham dự giải vô địch thế giới 2006 và giải vô địch châu Âu 2012.
Milevskyi là anh trai của nữ vận động viên quần vợt người Belarusr Ksenia Milevskaya.

## Sự nghiệp câu lạc bộ

### Đầu sự nghiệp và Dynamo Kyiv
Milevskyi thi đấu ở cấp độ trẻ cho câu lạc bộ Smena Minsk của Belarus. Năm 2000, anh chuyển đến đội bóng Boryfsfen Boryspil của Ukraina, rồi gia nhập Dynamo Kyiv vào năm 2002. Anh có trận ra mắt Dynamo khi vào sân ở phút cuối trận đấu tại UEFA Champions League trước Intern Milan vào ngày 10 tháng 12 năm 2003, lúc mới 18 tuổi. Đây là lần duy nhất anh ra sân thi đấu ở mùa bóng 2003–04. Ở mùa giải kế tiếp, anh cũng chỉ có một trận thi đấu, lần này là trận ở giải Ngoại hạng Ukraina tiếp đón Chornomorets Odesa. Ở mùa giải 2005–06, Milevskyi bắt đầu thể hiện tài năng cho Dynamo, anh ghi bốn bàn sau 13 trận thi đấu.
Năm 2006, Milevskyi được bầu là cầu thủ bóng đá hay nhất ở Ukraina tháng 8, theo một cuộc khảo sát truyền thống của các nhà báo, huấn luyện viên trưởng và đội trưởng bóng đá, do tờ báo thể thao Komanda tiến hành. Anh ghi tám bàn sau 21 trận, khi mà Dynamo trải qua chuỗi trận bất bại ở các giải trong nước trong mùa 2006–07.

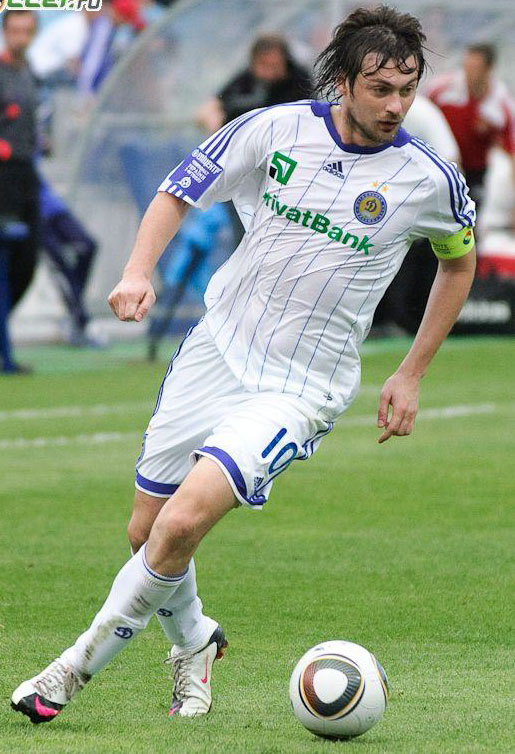
Milevskyi đang cầm bóng.

Ngày 6 tháng 9 năm 2007, nhân dịp sinh nhật 80 tuổi của câu lạc bộ, Milevskyi đánh đầu ghi bàn trong trận giao hữu hòa 2–2 với Milan. Tuy nhiên, anh dính chấn thương ở phần lớn mùa giải 2007–08, làm cho anh chỉ có 11 lần ra sân (và ghi năm bàn), và Dynamo kết thúc ở vị trí á quân, mất chức vô địch vào tay Shakhtar Donetsk.
Ngày 6 tháng 8 năm 2008, Milevskyi ghi một bàn phạt đền quan trọng vào lưới Drogheda United ở lượt trận thứ hai của vòng loại Champions League, đưa Dynamo dẫn 2–1, và có được trận hòa 2–2 trên sân nhà (tỉ số chung cuộc là thắng 4–3). Một tuần sau, anh ghi lập cú đúp bàn thắng và kiến tạo để giúp Dynamo lội ngược dòng từ thua 1–0 trước Spartak Moscow ở vòng loại thứ ba của Champions League, rồi giàn thắng lợi 4–1 trên sân khách. Ở trận lượt về, anh lập cú đúp bàn thắng nữa để đem lại thêm một trận thắng với tỉ số 4–1. Anh kết thúc mùa giải 2008–09 với 18 bàn thắng sau 41 trận thi đấu - thành tích cao nhất sự nghiệp. Ở mùa bóng kế tiếp, anh phá kỷ lục ghi bàn nhiều nhất sự nghiệp với 19 bàn sau 37 trận ra sân ở mọi giải đấu.
Ngày 31 tháng 10 năm 2010, Dynamo thắng đậm Mariupol Illichivets 9–0, Milevskyi ghi cú hat-trick đầu tiên và khép lại trận đấu với bốn bàn thắng. Anh tiếp tục ghi thêm 13 bàn nữa ở mùa giải ấy, giúp Dynamo tiến đến vòng bán kết của UEFA Europa League 2010–11, song để thua trước Braga.
Sự nghiệp ở Dynamo của Milevskyi chuyển biến xấu đi ở  mùa giải 2011–12, khi các bàn thắng vơi dần, phong độ và thời gian chơi bóng của anh bị ảnh hưởng lớn. Anh vẫn ghi được chín bàn và 13 kiến tạo sau 29 lần ra sân, song bắt đầu xuất hiện những rạn nứt cả về thái độ thi đấu và thể trạng. Mùa giải kế tiếp còn tệ hơn với Milevskyi khi anh chỉ có 15 ra sân và không ghi bàn nào. Anh bị Dynamo thanh lý hợp đồng vào cuối mùa 2012–13.

### Gaziantepspor
Milevskyi ký hợp đồng dài ba năm với Gaziantepspor ở mùa hè năm 2013. Trong thời gian gắn bó hợp đồng với Gaziantepspor, Milevskyi đã làm hỏng chiếc xe Ferrari California, và tiếp tục hủy hợp đồng theo đồng thuận chung vào ngày 31 tháng 12 năm 2013. Anh chơi bóng chưa đầy 400 cho Gaziantepspor ở mùa giải ấy, ghi được một bàn và kiến tạo một bàn.
Sau khi chia tay Gaziantepspor, Milevskyi gia nhâp câu lạc bộ FC Aktobe ở Kazakhstan vào tháng 2 năm 2014, tuy nhiên chỉ sau một tuần, tin tức cho biết hợp đồng của anh đã bị hủy. Gần đây, Artem miêu tả đây là một trong những thời điểm khó khăn nhất sự nghiệp của mình.

### Hajduk Split
Ngày 29 tháng 7 năm 2014, Milevskyi ký kết với câu lạc bộ Hajduk Split ở Croatia với hợp đồng dài hai năm. Anh có trận ra sân cho Hajduk ở trận thắng 6–0 trước Zadar. Anh ghi bàn đầu tiên cho Hajduk ở trận hòa 2–2 với Lokomotiva; anh được tung vào sân muộn cùng với Elvir Maloku. Ở sáu phút cuối trận, khi Hajduk để dẫn trước 2–0, Artem kiến tạo cho cầu thủ dự bị giống anh là Maloku để nâng tỉ số 2–1, rồi đích thân ghi bàn ở phút cuối để giữ lại một điểm cho đội bóng của mình.
Ngày 3 tháng 9 năm 2015, anh bị Hajduk thanh lý sau khi hợp đồng của anh bị hủy theo đồng thuận chung.

### RNK Split
Sau khi hợp đồng với Hajduk bị hủy, Milevskyi ký kết với kình địch cùng thành phố của Hajduk là RNK Split, tuy nhiên vào ngày 4 tháng 11 năm 2015, anh bị câu lạc bộ này thanh lý.

### Tosno
Ngày 4 tháng 7 năm 2017, Milevskyi rời FC Tosno theo đồng thuận chung.

### Dynamo Brest
Milevskyi gia nhập Dynamo Brest lần hai vào tháng 1 năm 2019, với bản hợp đồng có thời hạn hết năm 2020.

### Mynai
Ngày 24 tháng 12 năm 2020, Milevskyi ký hợp đồng dài một năm rưỡi với Mynai, do đó trở lại thi đấu ở giải bóng đá Ngoại hạng Ukraina.
Ngày 23 tháng 9 năm 2021, Milevskyi công khai thông báo chấm dứt sự nghiệp thi đấu chuyên nghiệp.

## Sự nghiệp quốc tế
Milevskyi bắt đầu chơi bóng quốc tế cho Belarus, anh trở thành nhân tố trong chiến dịch vòng loại không thành công của Belarus ở giải vô địch bóng đá U-16 châu Âu 2000, rồi lấy quốc tịch Ukraina. Vì anh từng thi đấu cho đội U-16 Belarus, nên có vấn đề quốc tế lớn vào năm 2003 sau khi anh tham gia đội tuyển Ukraina. Sau vài cuộc đối thoại giữa liên đoàn bóng đá Belarus và Ukraina, cuối cùng họ đã thống nhất một thỏa thuận. Anh là thành phần trong đội tuyển bóng đá U-19 quốc gia Ukraina kết thúc ở vòng bán kết tại giải vô địch bóng đá U-19 châu Âu 2004. Ở giải vô địch bóng đá trẻ thế giới 2005, Milevskyi và Ukraina bị loại ở vòng 16 đội.
Sau đó Milevskyi có mặt trong đội hình U-21 Ukraina dự giải vô địch bóng đá U-21 châu Âu 2006, và Ukraine kết thúc ở vị trí á quân sau Hà Lan; Milevskyi được các nhà báo của UEFA.com chọn vào "Đội hình tiêu biểu của giải", xếp ở hàng tiền đạo cùng Klaas-Jan Huntelaar của Hà Lan. Ở trận gặp chính Hà Lan ở vòng bảng của giải đấu, Milevskyi trở nên nổi bật nhờ pha đá phạt đền táo bạo kiểu Panenka, giúp U-21 Ukraina thắng 2–1.
Sau đó, Milevskyi được điền tên vào đội tuyển quốc gia dự giải vô địch thế giới 2006. Anh có được lần đầu khoác áo đội tuyển quốc gia Ukraina vào ngày 19 tháng 6 năm 2006 ở trận vòng bảng chạm trán Ả Rập Xê Út, anh vào muộn từ băng ghế dự bị thay cho tiền đạo Andriy Shevchenko ở trận thắng 4–0 của Ukraina.
Ở trận đấu vòng 16 đội gặp Thụy Sĩ, Milevskyi là một trong ba cầu thủ Ukraina thực hiện đá phạt đền ở loạt sút luân lưu sau khi tỉ số hòa 0–0 sau hiệp phụ (anh cũng tái hiện cú đá kiểu Panenka, song đã đá hỏng ở giải vô địch trong nước gặp Tavriya Simferopol vào ngày 26 tháng 10 năm 2008). Ukraina thắng chung cuộc 3–0 trên loạt sút luân lưu, song đã chấm dứt chiến dịch ở giải vô địch thế giới 2006 bằng thất bại 3–0 trước đội vô địch sau đó là tuyển Ý ở vòng tứ kết.
Milevskyi ghi bàn thắng đầu tiên cho tuyển quốc gia vào ngày 6 tháng 2 năm 2008 ở trận hòa giao hữu 1–1 với Síp. Bàn thứ hai của anh cho Ukraina là một bàn đá phạt đền vào lưới Slovakia ở một trận giao hữu tại Síp vào ngày 10 tháng 2 năm 2009.
Ngày 26 tháng 5 năm 2012, anh được huấn luyện viên Oleh Blokhin triệu tập vào danh sách tạm thời gồm 26 cầu thủ dự giải vô địch châu Âu 2012, và ba hôm sau thì có tên trong danh sách cuối cùng.  Anh có ba lần ra sân ở giải đấu khi Ukraina dừng chân ở vòng bảng.
Từ tháng 10 năm 2012, anh không còn ra sân cho đội tuyển quốc gia nữa, với trận cuối cùng anh đá gặp Moldova.

## Thống kê sự nghiệp

### Câu lạc bộ
Tính đến 12 tháng 1 năm 2020
| Câu lạc bộ          | Mùa giải               | Giải quốc gia                    | Giải quốc gia | Giải quốc gia | Cúp     | Cúp    | Cúp châu Âu | Cúp châu Âu | Siêu cúp | Siêu cúp | Tổng cộng | Tổng cộng |
| Câu lạc bộ          | Mùa giải               | Hạng đấu                         | Số trận       | Số bàn        | Số trận | Số bàn | Số trận     | Số bàn      | Số trận  | Số bàn   | Số trận   | Số bàn    |
| ------------------- | ---------------------- | -------------------------------- | ------------- | ------------- | ------- | ------ | ----------- | ----------- | -------- | -------- | --------- | --------- |
| Borysfen-2 Boryspil | 2001–02                | Giải vô địch hạng hai Ukraina    | 9             | 3             | –       | –      | –           | –           | –        | –        | 9         | 3         |
| Dynamo Kyiv         | 2002–03                | Giải Ngoại hạng Ukraina          | 6             | 1             | 4       | 1      | –           | –           | –        | –        | 10        | 2         |
| Dynamo Kyiv         | 2003–04                | Giải Ngoại hạng Ukraina          | 8             | 1             | 3       | 1      | 1           | 0           | –        | –        | 12        | 2         |
| Dynamo Kyiv         | 2004–05                | Giải Ngoại hạng Ukraina          | 8             | 0             | 3       | 1      | –           | –           | –        | –        | 11        | 1         |
| Dynamo Kyiv         | 2005–06                | Giải Ngoại hạng Ukraina          | 16            | 3             | 6       | 3      | –           | –           | –        | –        | 22        | 6         |
| Dynamo Kyiv         | 2006–07                | Giải Ngoại hạng Ukraina          | 14            | 5             | 4       | 1      | 6           | 1           | 1        | 1        | 25        | 8         |
| Dynamo Kyiv         | 2007–08                | Giải Ngoại hạng Ukraina          | 21            | 5             | 7       | 0      | 4           | 0           | –        | –        | 32        | 5         |
| Dynamo Kyiv         | 2008–09                | Giải Ngoại hạng Ukraina          | 24            | 10            | 2       | 0      | 15          | 7           | 1        | 1        | 42        | 18        |
| Dynamo Kyiv         | 2009–10                | Giải Ngoại hạng Ukraina          | 27            | 17            | 3       | 1      | 6           | 1           | 1        | 0        | 37        | 19        |
| Dynamo Kyiv         | 2010–11                | Giải Ngoại hạng Ukraina          | 26            | 9             | 3       | 2      | 14          | 6           | –        | –        | 43        | 17        |
| Dynamo Kyiv         | 2011–12                | Giải Ngoại hạng Ukraina          | 18            | 6             | 2       | 1      | 8           | 1           | 1        | 1        | 29        | 9         |
| Dynamo Kyiv         | 2012–13                | Giải Ngoại hạng Ukraina          | 10            | 0             | 1       | 0      | 4           | 0           | –        | –        | 15        | 0         |
| Dynamo Kyiv         | Tổng cộng              | Tổng cộng                        | 178           | 57            | 44      | 11     | 52          | 16          | 4        | 3        | 278       | 87        |
| Gaziantepspor       | 2013–14                | Süper Lig                        | 6             | 1             | 3       | 0      | –           | –           | –        | –        | 9         | 1         |
| Hajduk Split        | 2014–15                | Giải vô địch quốc gia Croatia    | 21            | 3             | 5       | 0      | 1           | 0           | –        | –        | 27        | 3         |
| RNK Split           | 2015–16                | Giải vô địch quốc gia Croatia    | 1             | 0             | –       | –      | –           | –           | –        | –        | 1         | 0         |
| Concordia Chiajna   | 2015–16                | Liga I                           | 13            | 5             | 2       | 1      | –           | –           | –        | –        | 15        | 6         |
| Tosno               | 2016–17                | Russian National Football League | 17            | 0             | 1       | 0      | –           | –           | –        | –        | 18        | 0         |
| Dinamo Brest        | 2017                   | Giải Ngoại hạng Belarus          | 15            | 5             | 1       | 0      | 2           | 0           | 0        | 0        | 18        | 5         |
| Dinamo Brest        | 2018                   | Giải Ngoại hạng Belarus          | 14            | 3             | 5       | 2      | 0           | 0           | 1        | 0        | 20        | 5         |
| Dinamo Brest        | Tổng cộng              | Tổng cộng                        | 29            | 8             | 6       | 2      | 2           | 0           | 1        | 0        | 38        | 10        |
| Kisvárda            | 2018–19                | Giải vô địch quốc gia Hungary    | 8             | 0             | 2       | 0      | 0           | 0           | 0        | 0        | 10        | 0         |
| Dinamo Brest        | 2019                   | Giải Ngoại hạng Belarus          | 26            | 4             | 2       | 0      | –           | –           | 1        | 0        | 29        | 4         |
| Dinamo Brest        | Tổng cộng Dinamo Brest | Tổng cộng Dinamo Brest           | 55            | 12            | 8       | 2      | 2           | 0           | 2        | 0        | 67        | 14        |
| Tổng cộng sự nghiệp | Tổng cộng sự nghiệp    | Tổng cộng sự nghiệp              | 310           | 81            | 65      | 14     | 55          | 16          | 6        | 3        | 434       | 114       |

### Quốc tế
Nguồn:
| Tuyển quốc gia | Năm       | Số trận | Số bàn |
| -------------- | --------- | ------- | ------ |
| Ukraina        | 2006      | 6       | 0      |
| Ukraina        | 2007      | 5       | 0      |
| Ukraina        | 2008      | 5       | 1      |
| Ukraina        | 2009      | 11      | 3      |
| Ukraina        | 2010      | 6       | 1      |
| Ukraina        | 2011      | 9       | 2      |
| Ukraina        | 2012      | 8       | 1      |
| Tổng cộng      | Tổng cộng | 50      | 8      |

### Bàn thắng quốc tế
Tỉ số Ukraina liệt kê trước, cột tỉ số ghi tỉ số sau mỗi bàn thắng của Milevskyi.
| Thứ tự | Ngày                 | Địa điểm thi đấu                              | Lần ra sân | Đối thủ  | Tỉ số | Kết quả | Giải đấu                             |
| ------ | -------------------- | --------------------------------------------- | ---------- | -------- | ----- | ------- | ------------------------------------ |
| 1      | 6 tháng 2 năm 2008   | Sân vận động GSP, Nicosia, Síp                | 12         | Síp      | 1–1   | 1–1     | Giao hữu                             |
| 2      | 10 tháng 2 năm 2009  | Sân vận động Tsirion, Limassol, Síp           | 17         | Slovakia | 3–2   | 3–2     | Giao hữu                             |
| 3      | 5 tháng 9 năm 2009   | Sân vận động Lobanovsky Dynamo, Kyiv, Ukraina | 22         | Andorra  | 2–0   | 5–0     | Vòng loại Giải vô địch thế giới 2010 |
| 4      | 5 tháng 9 năm 2009   | Sân vận động Lobanovsky Dynamo, Kyiv, Ukraina | 22         | Andorra  | 4–0   | 5–0     | Vòng loại Giải vô địch thế giới 2010 |
| 5      | 8 tháng 10 năm 2010  | Sân vận động Lobanovsky Dynamo, Kyiv, Ukraina | 31         | Canada   | 1–2   | 2–2     | Giao hữu                             |
| 6      | 8 tháng 2 năm 2011   | Sân vận động Municipal, Paralimni, Síp        | 34         | România  | 2–0   | 2–2     | Giao hữu                             |
| 7      | 15 tháng 11 năm 2011 | Arena Lviv, Lviv, Ukraina                     | 42         | România  | 1–0   | 2–1     | Giao hữu                             |
| 8      | 28 tháng 5 năm 2012  | Kufstein Arena, Kufstein, Áo                  | 44         | Estonia  | 4–0   | 4–0     | Giao hữu                             |

## Danh hiệu

### Câu lạc bộ
Dynamo Kyiv
- Giải bóng đá Ngoại hạng Ukraina (4): 2002–03, 2003–04, 2006–07, 2008–09
- Cúp quốc gia Ukraina (4): 2002–03, 2004–05, 2005–06, 2006–07
- Siêu cúp Ukraina (3): 2006, 2009, 2011

Dinamo Brest
- Giải bóng đá Ngoại hạng Belarus (1): 2019
- Cúp bóng đá Belarus (1):  2017–18
- Siêu cúp bóng đá Belarus (2): 2018, 2019

### Quốc tế
U-21 Ukraina
- Giải vô địch bóng đá U-21 châu Âu: á quân năm 2006

### Cá nhân
- Vua kiến tạo Giải bóng đá Ngoại hạng Ukraina: 2008–09[31]
- Vua phá lưới Giải bóng đá Ngoại hạng Ukraina: 2009–10[32]
- Cầu thủ bóng đá Ukraina của năm: 2008, 2009
- Cầu thủ bóng đá hay nhất năm ở giải Ngoại hạng Ukraina: 2009